# Josef Beran (fotbalista)
Josef Beran (* 25. května 1938 v Chudonicích) je bývalý československý fotbalista hrající na pozici záložníka. Ve své kariéře nastupoval za Rudou hvězdu Znojmo (v ročníku 1957/58 během ZVS u pohraniční stráže), Kovostroj Děčín, odkud roku 1965 přestoupil do pražské Slavie. Byl univerzálním hráčem s výborným fyzickým fondem, důrazný, houževnatý a obětavý. Potíže mu nedělala jak obranná, tak útočná hra.

## Prvoligová bilance
| Ročník             | Zápasy | Góly | Minuty | Klub            |
| ------------------ | ------ | ---- | ------ | --------------- |
| I. liga 1965/66    | 9      | 0    | 810    | TJ Slavia Praha |
| I. liga 1967/68    | 3      | 0    | 270    | TJ Slavia Praha |
| CELKEM I. ČS. LIGA | 12     | 0    | 1 080  |                 |